# AN/PRC-152
AN/PRC-152は、アメリカ合衆国製の携帯型軍用トランシーバーである。開発・製造はハリス社が担当。

## 概要
AN/PRC-152は、en:AN/PRC-148同様のコンパクトタイプのトランシーバーである。
SINCGARSのようにCNR方式を用いたHF帯、及びVHF帯を使用する短距離・双方向の音声通信に対応しており、en:HAVE QUICK、そして本機の特徴であるUHF-SATCOM衛星通信と言った統合戦術無線システムを用いる事が出来る。
特に本機では30～512MHzとワイドバンドな周波数を用いる事が出来るが、ハリス社が得意とするデジタルデータ通信に特化した無線機でもある為、約800MHzまでの使用も可能である。更に中継局を用いた波形符号化通信（デルタ変調通信:MIL-STD-188-113相当）により、最高機密のデジタルデータ通信を可能としたアメリカ国家安全保障局（NSA）の証明も受けている。
ディスプレイは夜間でも視認できる様に緑色発光式となっている。
現在本機はアメリカ海軍のシービーやMRAP搭乗員、アメリカ陸軍兵向けに約13,000台が供与されたとされる。その他、イラク、アフガニスタン派兵のアメリカ空軍、アメリカ海兵隊においても使用されている。

## 性能

### 一般
- 周波数域帯
  - 30～512MHz
- 通信方式
  - AM、FM、PSK、CPM
- 調節単位
  - 10Hz

### 送信機
- 出力
  - 250 mWから5W
- 高調波抑制
  - –47 dBc
- 周波数安定性
  - +/- 2.5 ppm

### 受信機
- 感度
  - -116dBm

### 相互運用性
- 暗号モード
  - KY-57/VINSON, ANDVT/KYV-5, KG-84C, FASCINATOR, AESに対応
- 情報入力装置
  - AN/CYZ-10 DTD, AN/PYQ-10 SKL（DS-101、DS-102、Mode 2/3にも対応）
- 通信機
  - AN/PRC-77、AN/PRC-113、AN/PRC-117F、AN/PRC-119、AN/PRC-148、PSC-5（GPSにも対応）

### インターフェース
- 出力データ
  - RS-232、RS-422、MIL-188-114A
- 遠隔操作
  - USB、RS-232
- アンテナ
  - 50 Ohm TNC
- 音声
  - 6ピンスタンダード

### 本体関連
- 本体サイズ
  - 64 x 234 x 43mm
- 重さ
  - 1kg
- 耐用温度
  - -31 °C ～ 60 °C
- 耐水深度
  - 2m
- テスト規格
  - MIL-STD-810F
- 本体色
  - コーティングされた緑色
- 対応する通信方式
  - SINCGARS、VHF/UHF、AM/FM、MIL-STD-188-181B、Advanced Narrowband Digital Voice Terminal （ANDVT） and 56 kbit/s data、HAVE QUICK II、High performance waveform (HPW)、SATCOM。